# Arsenicine A
Arsenicine A is een biogene organoarseenverbinding. De verbinding werd voor het eerst aangetroffen bij in zee levende sponzen uit Nieuw-Caledonië, namelijk in Echinochalina bargibanti. De verbinding werd aanvankelijk gekarakteriseerd op basis van theoretische en spectroscopische gegevens. De structuur bleek verwant aan adamantaan, waarin vier koolstofatomen vervangen waren door arseen en drie andere door zuurstof.
De verbinding met de voorgestelde structuur is vervolgens via chemische synthese gemaakt. De laboratoriumsynthese leverde voldoende materiaal op om via röntgendiffractie de structuur eenduidig vast te stellen.
Arsenicine A is de eerste bekende stof uit de natuur waarin meer dan een arseenatoom in de molecule voorkomt.